# Universidad Lovanium

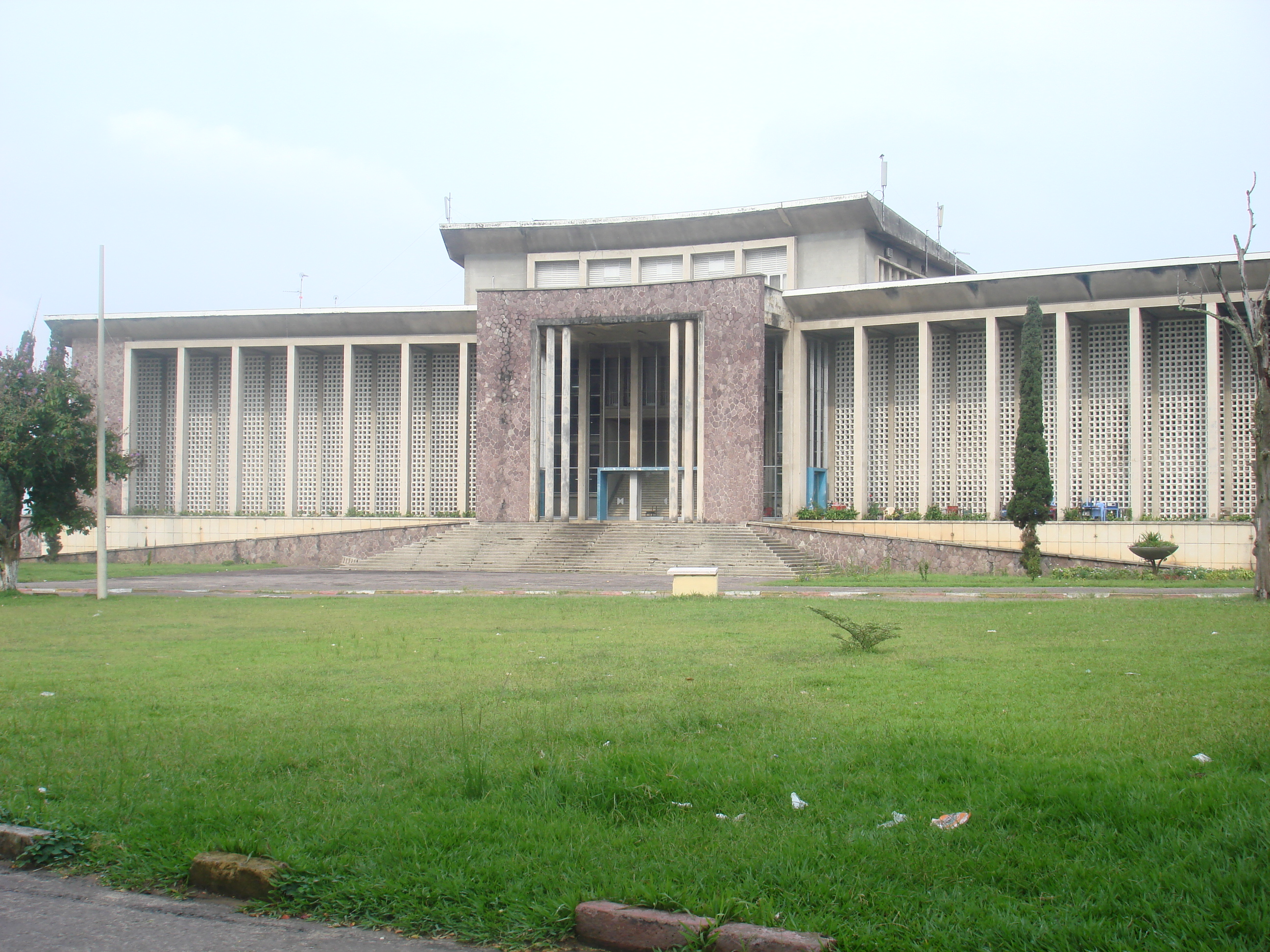
Antiguos edificios integrados hoy en la Universidad de Kinshasha.

La 'Universidad Lovanium era una universidad situada en Léopoldville, hoy Kinshasa en la República Democrática del Congo, fundada en 1954 por la  Universidad Católica de Lovaina (UCL) de Bélgica, pasó primero a la Universidad nacional del Zaire (1971-1972) y más tarde a la Universidad de Kinshasa. 

## Historia
Antes de su formacióm como sucursal de la UCL dentro del Congo Belga, ya tenía instituciones importantes: Fomulac (Fundación médica de la universidad de Lovaina en el Congo), fundada en 1926, Cadulac (Centros agronómicos de la universidad de Lovaina en el Congo), etc. Y antes de la independencia del Congo en 1960, ya se había empezado a escindir de la UCL. 
En octubre de 1967, un rector congolés, Monseñor Tshibangu, diplomado en teología por la UCL, sucedió a Monseñor Gillon. En 1972, en plena zairianización, Mobutu Sese Seko decidió unir esta universidad con la Universidad de Lubumbashi (fundada por la Universidad de Lieja) y con la Universidad de Kisangani, fundada por misioneros preotestantes, en una sola institución la Universidad nacional del Zaire.